# Гармонизированная служба социального значения
Гармонизированная служба социального значения — бесплатная телефонная служба социального значения доступная в странах Европейского союза, и некоторых других странах. Предназначена для информирования о проблемах связанных с безопасностью граждан или групп граждан, психологической помощи в случае опасности. В Европейском союзе телефонные номера служб поддерживаются Европейской Комиссией.
Телефонные номера имеют фиксированную длину в шесть цифр, начинающихся на 116 и они едины во всех странах ЕС. Номера можно набирать с любых телефонов: как мобильных, так и телефонов фиксированной связи или с таксофонов без использования дополнительных географических телефонных кодов.
После того, как Комиссия присвоила номер определённой службе, обязанность телекоммуникационного регулятора соответствующей страны выделить телефонный номер данной службе и обеспечить его работоспособность.

## Телефонные номера
- 116000 — горячая линия по пропаже детей
- 116006 — служба поддержки жертвам преступлений
- 116111 — служба поддержки для и по вопросам детей
- 116117 — не срочная медицинская помощь
- 116123 — служба психологической поддержки